# Taça de Portugal 1987-1988
La Taça de Portugal 1987-1988 è stata la 48ª edizione del torneo. Il Porto conquistò il suo sesto titolo in finale contro il Vitória Guimarães vincendo 1-0.

## Ottavi di finale
| Locali       | Risultato  | Ospiti            |
| ------------ | ---------- | ----------------- |
| Boavista     | 3–2        | União Leiria      |
| Fafe         | 2–1        | Braga             |
| Penafiel     | 3–1        | Leixões           |
| Gil Vicente  | 2–1        | Rio Ave           |
| Marítimo     | 2–5        | Vitória Guimarães |
| Porto        | 3–1        | Espinho           |
| Salgueiros   | 1–1 d.t.s. | Benfica           |
| Portimonense | 3–0        | União de Lamas    |

### Ripetizioni
| Locali  | Risultato | Ospiti     |
| ------- | --------- | ---------- |
| Benfica | 4–1       | Salgueiros |

## Quarti di finale
| Locali            | Risultato  | Ospiti      |
| ----------------- | ---------- | ----------- |
| Vitória Guimarães | 1–1 d.t.s. | Gil Vicente |
| Benfica           | 1–0        | Fafe        |
| Porto             | 2–2 d.t.s. | Boavista    |
| Portimonense      | 4–1        | Penafiel    |

### Ripetizioni
| Locali      | Risultato        | Ospiti            |
| ----------- | ---------------- | ----------------- |
| Gil Vicente | 0–2              | Vitória Guimarães |
| Boavista    | 0–0 (4–5 d.c.r.) | Porto             |

## Semifinali
| Locali       | Risultato  | Ospiti            |
| ------------ | ---------- | ----------------- |
| Porto        | 1–0        | Benfica           |
| Portimonense | 1–2 d.t.s. | Vitória Guimarães |

## Finale
| Arbitro: | Vítor Correia (Lisbona) |

|               |           |  |
| Magalhães 82’ | Marcatori |  |

| Porto | Vitória Guimarães |

### Formazioni
| Porto         |    |                         |  |     |
|               |    |                         |  |     |
| POR           | 1  | Józef Młynarczyk        |  |     |
| TD            | 2  | João Pinto              |  |     |
| DC            |    | António Lima Pereira () |  |     |
| DC            | 6  | Fernando Bandeirinha    |  |     |
| TS            |    | Celso                   |  |     |
| CEN           |    | Augusto Inácio          |  |     |
| CEN           | 9  | Rui Barros              |  |     |
| CEN           |    | António André           |  |     |
| CEN           |    | António Sousa           |  | 46’ |
| CEN           |    | Jaime Pacheco           |  |     |
| CEN           | 7  | Jaime Magalhães         |  |     |
| Sostituiti:   |    |                         |  |     |
| ATT           | 16 | Jorge Plácido           |  | 46’ |
| Allenatore:   |    |                         |  |     |
| Tomislav Ivić |    |                         |  |     |

| Vitória Guimarães   |    |                          |  |     |
|                     |    |                          |  |     |
| POR                 | 1  | António Jesus Pereira () |  |     |
| TD                  |    | Costeado                 |  |     |
| DC                  |    | Bené                     |  |     |
| DC                  |    | Nenê                     |  |     |
| TS                  | 3  | Basílio Marques          |  | 85’ |
| CEN                 | 7  | António Carvalho         |  |     |
| CEN                 | 10 | Adão                     |  |     |
| CEN                 | 8  | N'Dinga Mbote            |  |     |
| CEN                 |    | Nascimento               |  |     |
| ATT                 |    | Tozé                     |  | 60’ |
| ATT                 | 9  | Monduone N'Kama          |  |     |
| Sostituiti:         |    |                          |  |     |
| CEN                 |    | Caio Júnior              |  | 85’ |
| ATT                 |    | Décio Antônio            |  | 60’ |
| Allenatore:         |    |                          |  |     |
| José Alberto Torres |    |                          |  |     |